# Чад на летних юношеских Олимпийских играх 2014
Чад на летних юношеских Олимпийских играх 2014, проходивших в китайском Нанкине с 16 по 28 августа, был представлен двумя спортсменами в одном виде спорта.

## Состав и результаты

### Лёгкая атлетика
Чад представляли два спортсмена.
Легенда: Q — финал А (медальный), qB — финал B (без медалей), qC — финал С (без медалей), qD — финал D (без медалей), qE — финал E (без медалей).

#### Юноши
| Спортсмен     | Дисциплина | Предварительный раунд | Предварительный раунд | Финал     | Финал |
| Спортсмен     | Дисциплина | Результат             | Место                 | Результат | Место |
| ------------- | ---------- | --------------------- | --------------------- | --------- | ----- |
| Харун Абрахам | 200 метров | 23,19                 | 21 qC                 | DSQ       | DSQ   |

#### Девушки
| Спортсмен   | Дисциплина | Предварительный раунд | Предварительный раунд | Финал     | Финал |
| Спортсмен   | Дисциплина | Результат             | Место                 | Результат | Место |
| ----------- | ---------- | --------------------- | --------------------- | --------- | ----- |
| Мазоу Халме | 100 метров | 13,59                 | 24 qC                 | 13,49     | 19    |